# Liebichpfuhl
Der Liebichpfuhl ist ein Gewässer auf der Gemarkung der Stadt Buckow im Landkreis Märkisch-Oderland im Land Brandenburg.

## Lage
Der See liegt inmitten der Märkischen Schweiz und dort im östlichen Teil der Gemarkung von Buckow. Nördlich fließt die Stöbber am Wohnplatz Tornow der Gemeinde Oberbarnim vorbei. Östlich liegt der Ortsteil Münchehofe der Stadt Müncheberg, südlich die Gemeinde Waldsieversdorf. Am See liegt das Umweltzentrum Drei Eichen.

## Geschichte
Der See entstand vermutlich als Toteissee während der letzten Weichsel-Eiszeit, der zu einer späteren Zeit verlandete. Im 20. Jahrhundert entstand südlich des Gewässers ein Gutsbezirk mit einem Herrenhaus. Deren Bewohner legten die Fläche trocken, um sie als Weide landwirtschaftlich zu nutzen. Allerdings vernachlässigten sie die Entwässerung und durch Regenwasser bildete sich ein neues Gewässer. Er bekam nach der ehemaligen Köchin des Kommerzienrates Liebich den Namen Liebichpfuhl. Sie wohnte nach dem Zweiten Weltkrieg mit ihrer Familie in Drei Eichen.